# Serra de Godall
Serra de Godall (en catalan :Serra de Godall; espagnol : Sierra de Godall) est un site d'importance communautaire (SIC) situé dans la province de Tarragone, Catalogne, Espagne. Il est unes montagnes calcaires environ 10 km de longitude. Présente une direction NE-SO, parallèle à la Serra de Montsià qui suit la ligne de la côte. Il est séparé par la vallée de Ulldecona et Freginals. 
La chaîne de montagnes de la « Serra de Godall » est pas très hautes montagnes et avec une altitude maximale de 397,6 mètres dans le massif de la Mola. La zone naturelle a été incorporé dans l'Accord de gouvernement 112/2006 du 5 septembre 2006, par lequel désigner des Natura 2000 et des SIC est approuvée,.

## Situation
La zone protégée étend pour un total de 1 782,44 ha entre les municipalités dans la comarque du Montsià:
- Godall 1 227,39 ha
- Ulldecona 431,46 ha
- Freginals 123,41 ha
- La Galera 0,18 ha

## Galerie

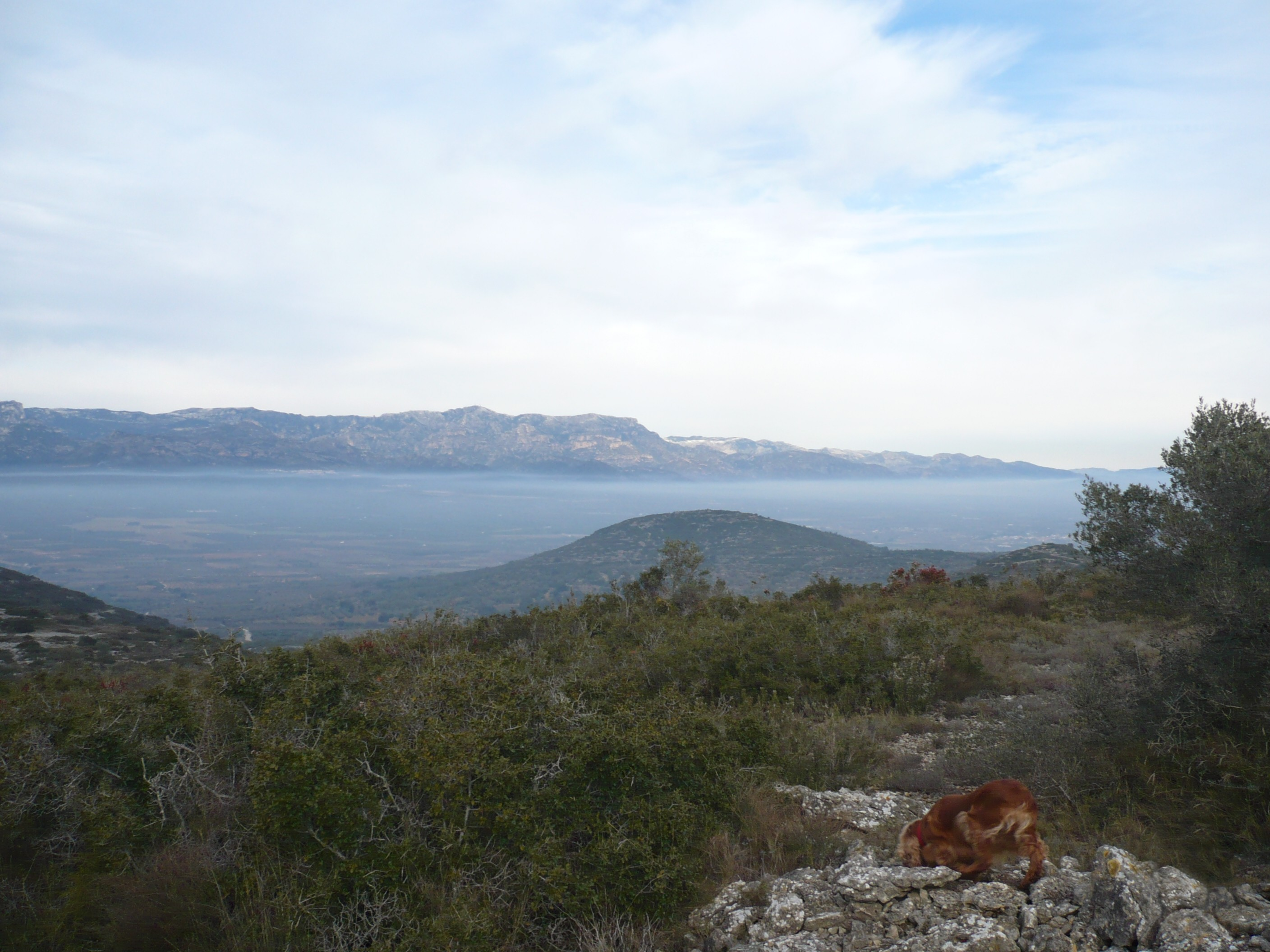
Serra de Godall
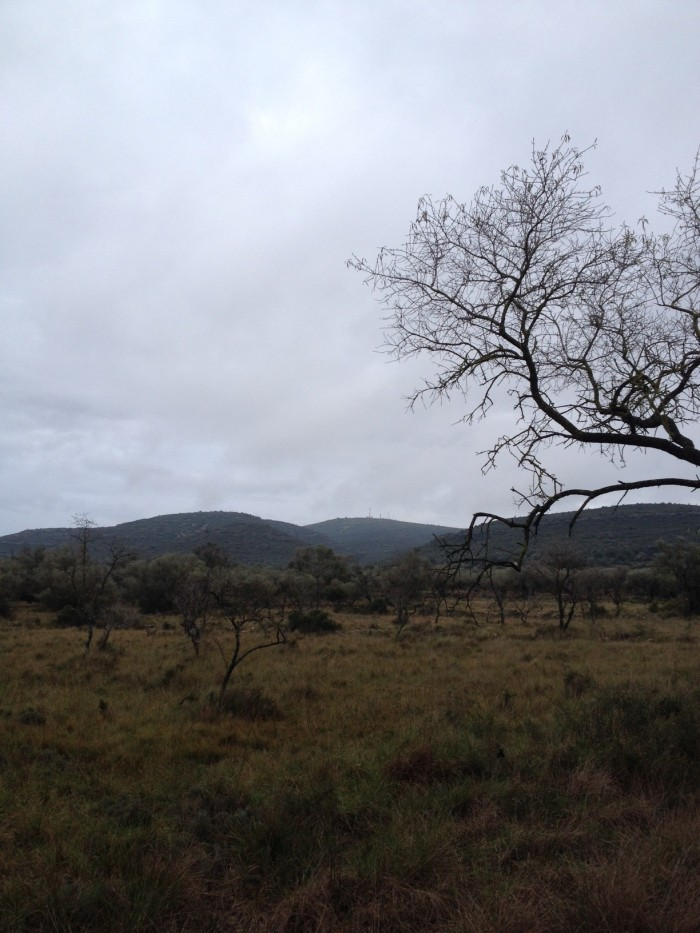
Serra de Godall
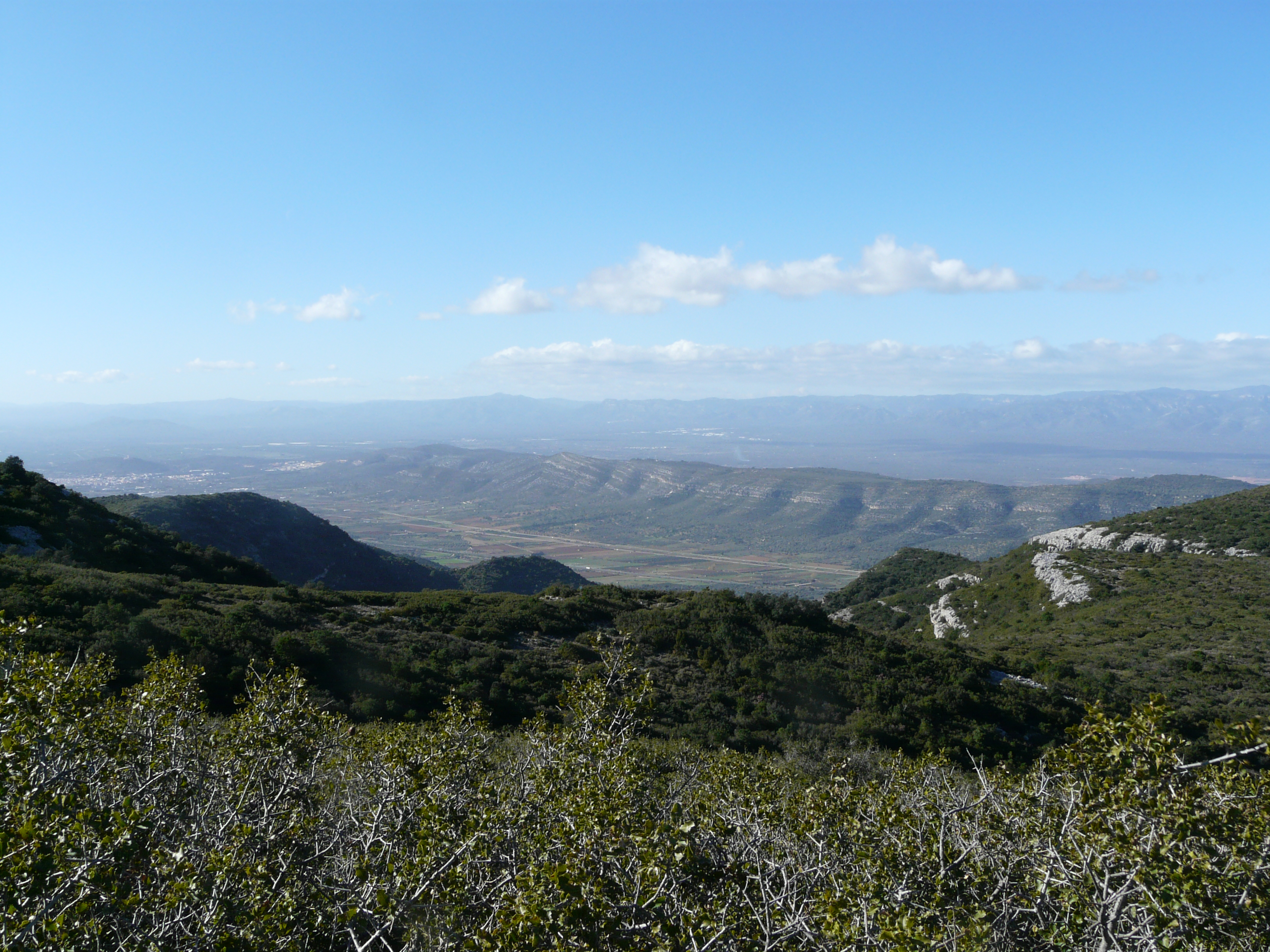
Serra de Godall